# Crosskart

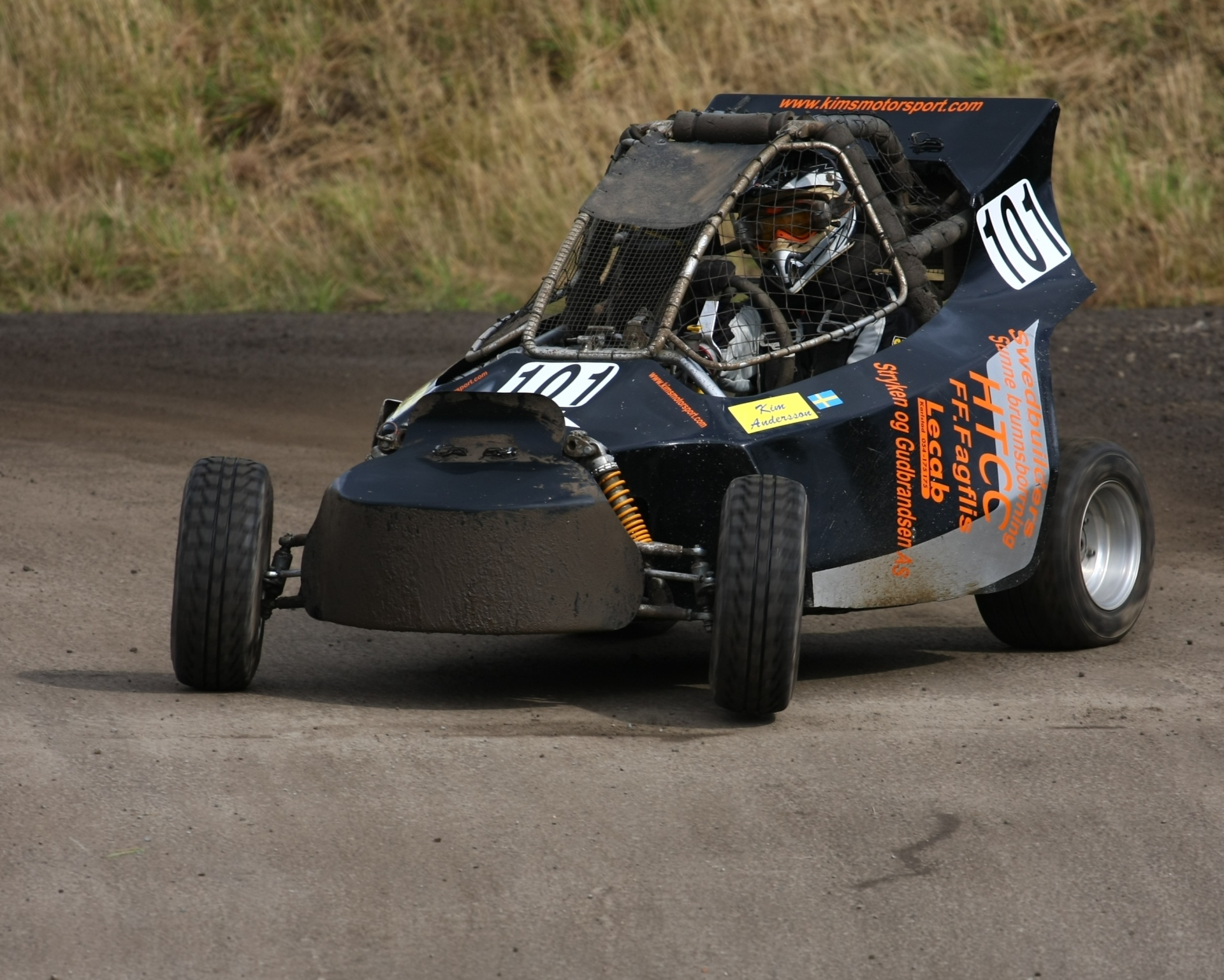
Kim Andersson i en 125cc crosskart på Högstabanan.

Crosskart är en bilsport som togs fram av Erland Andersson "EAS" från Fjärås MK under 1980-talet för att få en billig och säker variant för hastighetstävling som körs på en bana, oftast med grusunderlag, med en liten, snabb specialbyggd bil. Kartarna är uppbyggda av stålrör, karossen är gjord av kolfiber glasfiber eller plåt. Den kraftiga stålrörsburen är speciellt med tanke på crosskartarnas låga vikt mycket säkra och skyddar föraren på effektivt sätt. 
Crosskart organiseras i Sverige genom Svenska Bilsportförbundet (SBF). Man tävlar på banor som normalt används för rallycross, folkrace eller speedway. Crosskart bjuder på täta startfält med spännande dueller mellan de tävlande. Farten är hög och varvtiderna är i klass med de snabbaste tvåhjulsdrivna rallycrossbilarna. Crosskart är fartfylld och billig i jämförelse med andra motorsportgrenar.
I Sverige tävlas det i fem klasser.
Klass 1 (85 cc tvåtakt och 150 cc 4-takt - 9-13 år)
Klass 2 (trimmad 125 cc 2-takt och standard 250 cc 4-takt - 12-16 år)
Klass 3 (trimmad 250 cc 2-takt och standard 450 cc 4-takt - från 15 år)
650 cc (trimmad 4-takt från 16 år).
50+ (för de som är 50 år eller äldre, här körs klass 3 och 650-maskiner)
Uppvisningsklassen MINI (6-11 år) får man börja köra det år man fyller sex år. Här sker ingen tävlan, utan endast som uppvisning och körträning inför tävlingsdebuten i Klass 1. 
Det finns även Crosskart Extreme har exploderat i hela Europa och tagit även Sverige med storm. Där tävlar man antingen med en 650cc eller 750cc 4-cylindrig mc-motor. Extreme Junior finns från 12 års ålder, där det körs med varvtalsspärrade 650cc-maskiner.